# برسون-مارستلر
شرکت برسون-مارستلر یک شرکت روابط عمومی و ارتباطاتی بین‌المللی است که مقر آن در شهر نیویورک قرار دارد. این شرکت دارای ۶۷ دفتر کاملاً مستقل و ۷۱ دفتر وابسته در ۹۸ کشور از شش قاره جهان است.
شرکت برسون-مارستلر در سال ۱۹۵۳ توسط هارولد برسون و ویلیام مارستلر تأسیس شد و در اوایل دهه هشتاد، به یکی از بزرگترین شرکت‌های روابط عمومی جهان تبدیل شد.
برسون-مارستلر در سال ۱۹۷۹ به شرکت یانگ ـ روبیکام، که در حال حاضر در مالکیت گروه WPP PLC است وابسته شد. مدیر عامل این شرکت در حال حاضر دان بائر مدیر سابق ارتباطات دولت کلینتون است که در سال ۲۰۰۷ به این شرکت پیوست و در ژوئیه سال ۲۰۱۲ بعنوان مدیر کل سراسری این شرکت جایگزین مارک پن شد.